# 护邻乡
护邻乡（護鄰公社、前鋒公社），是中華人民共和國四川省鄰水縣曾经下辖的一个乡。東與大竹縣張家場隔河相望。駐地方家橋。全鄉幅員面積44平方公里。轄7個行政村，一個居委會，6個居民小組，52個村民小組。古蹟遺址有薄荷場、三合場、水口寺等。

## 沿革[2][3][4]
- 道光年間，增設護鄰場。
- 民國4年（1915年），因地方不靖，設5個保衛區，以維持治安。全縣共49鄉，護鄰鄉屬第二保衛區。
- 民國6年（1917年），5個保衛區劃為6個區，護鄰鄉屬何區不詳。
- 民國24年（1935年）7月1日，將6個區合併為3個區，49個鄉鎮合併為43個鄉鎮，護鄰鄉屬第二區署。
- 民國29年（1940年），實行新縣制，改3個區為4個區，將43個聯保辦公處合併為22個鄉鎮公所。興仁鄉、護鄰鄉合併為護興鄉。
- 民國31年（1942年）1月6日，按《鄉鎮組織法暫行條例》規定，全縣劃為6個區，35個鄉鎮公所，護興鄉仍分置興仁鄉、護鄰鄉。
- 1949年12月，石永區人民政府即建立了護鄰鄉公所。1950年2月，石永區人民政府撤銷，護鄰鄉公所劃興仁區人民政府領導。1953年4月24日，護鄰鄉公所改稱護鄰鄉人民政府。1956年1月16日，護鄰鄉人民政府改稱護鄰鄉人民委員會。1958年9月22日，護鄰鄉人委改稱護鄰人民公社。1966年5月「文革」開始後，護鄰人民公社工作受到干擾。1967年1月，為了破「四舊」，護鄰人民公社改稱前鋒人民公社，3月，由公社武裝幹部和群眾代表主持成立了前鋒人民公社生產辦公室，負責公社日常工作。1969年3月5日，經縣人武部黨委批准，前鋒人民公社革命委員會成立。1973年5月12日，經地革委批准，前鋒人民公社革委會改稱護鄰人民公社革命委員會。1976年10月粉碎「四人幫」後，護鄰人民公社的行政組織機構仍然是革命委員會。1981年3月，縣委決定撤銷護鄰人民公社革委會，建立護鄰人民公社管理委員會，管委會設正、副主任。1984年11月，根據中共中央體制改革要求，縣委又決定撤銷護鄰人民公社管委會，建立護鄰鄉人民政府。
- 2019年12月11日，撤销护邻乡，将其所属行政区域划归兴仁镇管辖[5]。

## 行政区划
护邻乡撤销前下辖以下地区：
同寺街社區、月亮村、雙雁村、川河村、灌平村、崗家村、銀燕村、穿洞村。